# Michel Kayoya
Michel Kayoya (Kayokwe, 8 dicembre 1934 – Gitega, 15 maggio 1972) è stato un presbitero, poeta e filosofo burundese.
Michel Kayoya (piccolo neonato in kirundi) nasce sulla collina di Kibumbu nel comune di Kayokwe, in provincia di Mwaro in Burundi da famiglia hutu.
Dopo le scuole primarie, entra in seminario prima a Mugera e poi a Burasira. Nel 1958 venne mandato in Belgio a perfezionare gli studi teologici, ma nel 1962 ritorna a Burasira. L'8 luglio 1963 venne ordinato sacerdote. Nominato vic parroco a Rusengo si impegna nell'attività pastorale e fonda il Centro culturale Buyogoma, ma presto dovette abbandonare per recarsi a Lilla a perfezionare la formazione. Ritornato in Burundi nel 1967, per tre anni, fu rettore del seminario minore di Mugera; nel 1970 fu chiamato a ricoprire l'ufficio di economo generale della diocesi di Muyinga che versava in una situazione catastrofica. Qui si fa promotore di diverse iniziative pastorali e pedagogiche, tra cui la formazione delle ragazze ad una vita religiosa ed insieme solidale nei confronti della popolazione del proprio paese. La gelosia ed i conflitti causati dal suo intenso lavoro costringono però il vescovo Bihonda nell'aprile del 1972 ad allontanare pateri Kayoya dai suoi uffici e incarichi ed a rimandarlo nella sua diocesi d'origine a Gitega.
In quel mese scoppiano gli avvenimenti che porteranno al genocidio contro gli Hutu. Anche l'abbè Michel Kayoya non viene risparmiato. All'inizio dei massacri viene arrestato da una banda ed imprigionato a Gitega insieme ad una cinquantina di preti e laici. Nella notte del 15 maggio tutti vengono giustiziati e gettati in una fossa comune.

## Opere
- M. Kayoya, Sur les traces de mon père. Jeunesse du Burundi à la dècouverte de valeurs, Presses Lavigerie, Bujumbura, 1968.
- M. Kayoya, Entre deux mondes: sur la route du développement, Presses Lavigerie, Bujumbura, 1970.

Traduzioni in italiano:
- M. Kayoya, Sulle orme di mio padre, Jaka book, 1975, ISBN 9788816040502.
- M. Kayoya, Tra due mondi, emi, Bologna, 1988, ISBN 8830701904.